# Kilifi Uele
Kilifi Uele (14 de novembro de 1974) é um futebolista tonganês que atua como meio-campista. Joga pela seleção nacional e também pelo Veitongo, único clube que defendeu em toda a carreira.
Fora dos gramados, trabalha como diretor-técnico da Associação de Futebol de Tonga.

## Carreira internacional
Uele é o jogador que mais vezes defendeu a Seleção Tonganesa: foram 24 partidas disputadas e 2 gols - o primeiro foi nos Jogos do Pacífico Sul de 2003, na vitória por 7 a 0 sobre a Micronésia (seleção que não é membro da FIFA), e o segundo foi sobre a Nova Caledônia, em dezembro de 2017. Este gol foi histórico para o meia: aos 43 anos e 25 dias de idade, ultrapassou o bósnio-singapurense Aleksandar Đurić como o segundo atleta mais velho a balanças as redes por uma seleção nacional.[carece de fontes?]

## Títulos
Veitongo
- Campeonato Tonganês: 3 (2015, 2016 e 2017)
- Copa de Tonga: 1 (1998)